# Maxim Petrowitsch Dmitrijew

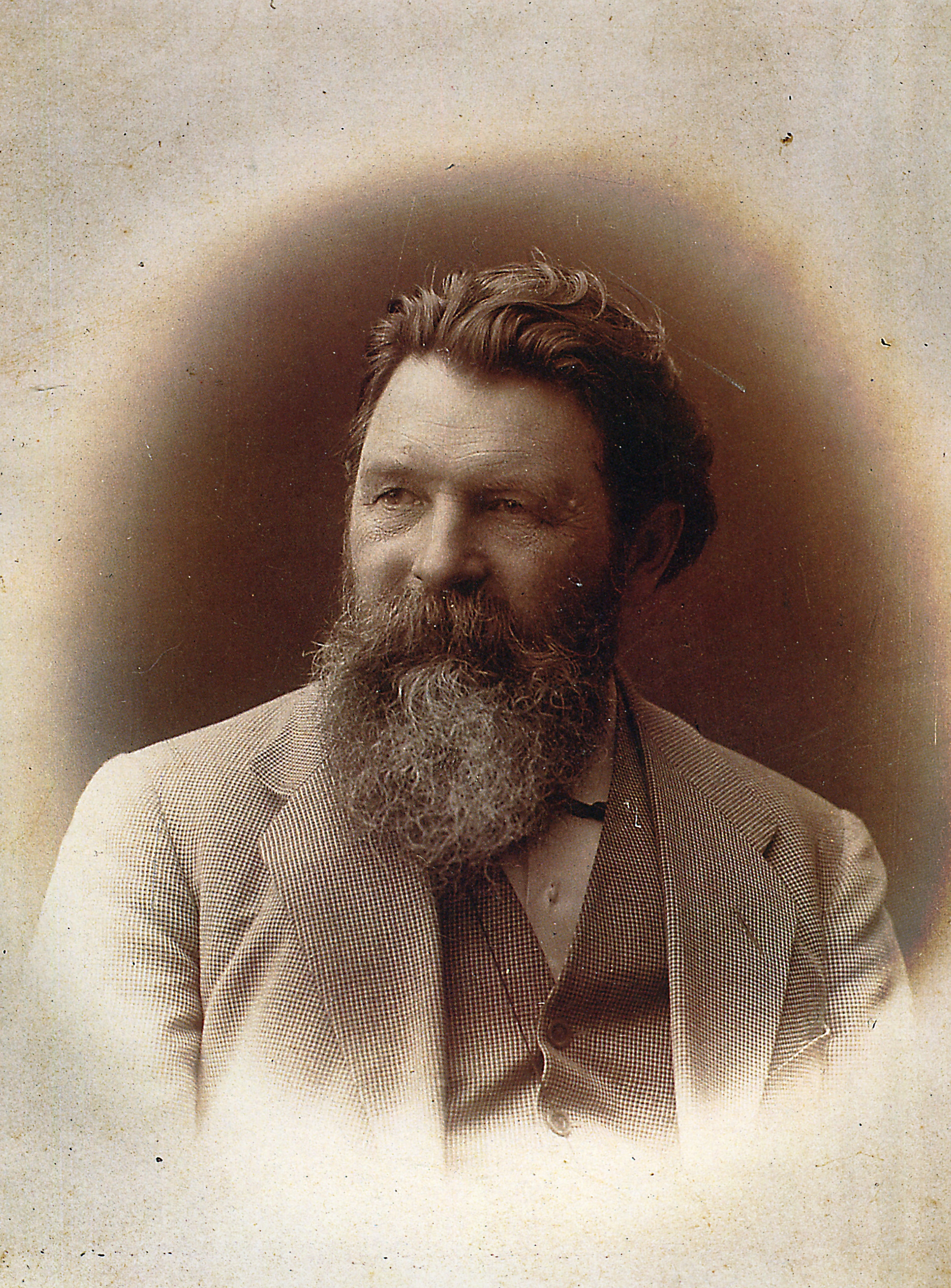
Maxim Dmitrijew vor 1917

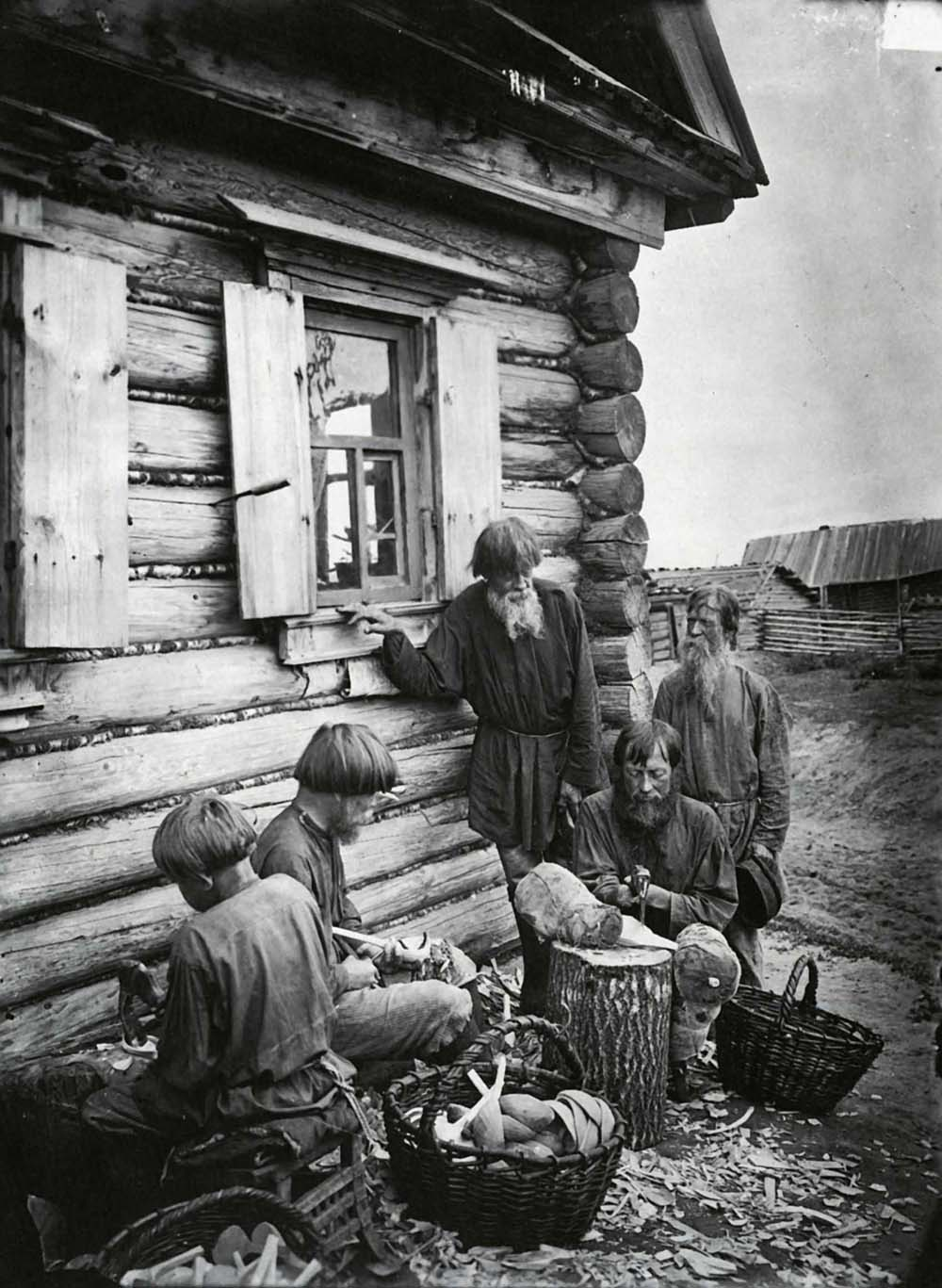
Maxim Dmitrijew anno 1897: Löffelproduktion im Dorf Deianowo (Wolgaregion)

Maxim Petrowitsch Dmitrijew (russisch Максим Петрович Дмитриев, wiss. Transliteration Maksim Petrovič Dmitriev; * 21. August 1858 im Dorf Powalischino, Landkreis Kirsanow, Gouvernement Tambow; † 15. Oktober 1948 in Nischni Nowgorod) war ein russischer Fotograf.

## Leben und Wirken
Maxim Dmitrijew, Sohn eines Gutsbesitzers, zog im Jahr 1877 nach Nischni Nowgorod und arbeitete dort im Atelier von Andrei Karelin. Nachdem er sich alle Techniken und Finessen seines Meisters angeeignet hatte, eröffnete er 1887 in Nischni Nowgorod ein eigenes Atelier.
1892 beeindruckten seine Fotos zum Thema „Gefangene arbeiten auf der Baustelle“ in Paris das internationale Publikum.
1893 begab sich Maxim Dmitrijew mit der Kamera in die russischen Typhus-Epidemie-Gebiete.
Entlang der heimatlichen Wolga fotografierte Maxim Dmitrijew zum Themenkreis „Mensch und Landschaft“. Ausstellungen machten ihn in Paris, Amsterdam, Chicago und New York bekannt.
Maxim Dmitrijew war Mitglied der  Russischen Fotografischen Gesellschaft, die 1894 gegründet und 1930 liquidiert wurde.

## Werke
- Norbert Kuchinke: Bilder aus dem alten Russland. Fotos von Maxim Petrowitsch Dmitrijew. 152 Seiten. Westermann, Braunschweig 1989, ISBN 978-3-07-509210-1